# Belarussische Republikanische Junge Union
Die Belarussische Republikanische Junge Union (belarussisch Беларускі рэспубліканскі саюз моладзі Belaruski respublikanski sajus moladsi; russisch Белорусский республиканский союз молодежи Belorusski respublikanski sojus molodeschi, БРСМ, BRSM) ist eine belarussische regierungstreue Jugendorganisation. Sie entstand am 6. September 2002 aus einer Fusion der Belarussischen Jungen Union und der Belarussischen Patriotischen Jung-Union. Die Organisation bezeichnet sich auf der eigenen Internetseite als Nachfolger der Komsomol. Die Belarussische Republikanische Junge Union ist patriotisch und steht loyal zum Präsidenten Aljaksandr Lukaschenka. Ihre Mitglieder paradieren mit der belarussischen Flagge an Gedenktagen der gefallenen sowjetischen Soldaten während des Zweiten Weltkrieges. Veranstaltet werden aber auch sportliche Aktivitäten und Konzerte.
Von seinen Kritikern wird der Verband verächtlich „Lukamol“ (in Anlehnung an den Komsomol) genannt.
Im Juni 2024 wurden die BRSM und der Erste Sekretär des Zentralkomitees, Aljaksandr Lukjanau, auf die Sanktionsliste der Europäischen Union gesetzt. Im Juli schlossen sich die Schweiz, Albanien, Bosnien und Herzegowina, Island, Liechtenstein, Moldawien, Montenegro, Nordmazedonien, Norwegen und die Ukraine diesen Sanktionen an.